# Wilson (cràter)
Wilson és un cràter d'impacte que s'hi troba a la part sud de la cara visible de la Lluna, al sud-oest de la gran planura emmurallada de Clavius. Està gairebé unit a la riba sud-est del cràter lleugerament més gran Kircher. Gairebé a l'est s'hi troba Klaproth, una altra plana emmurallada.

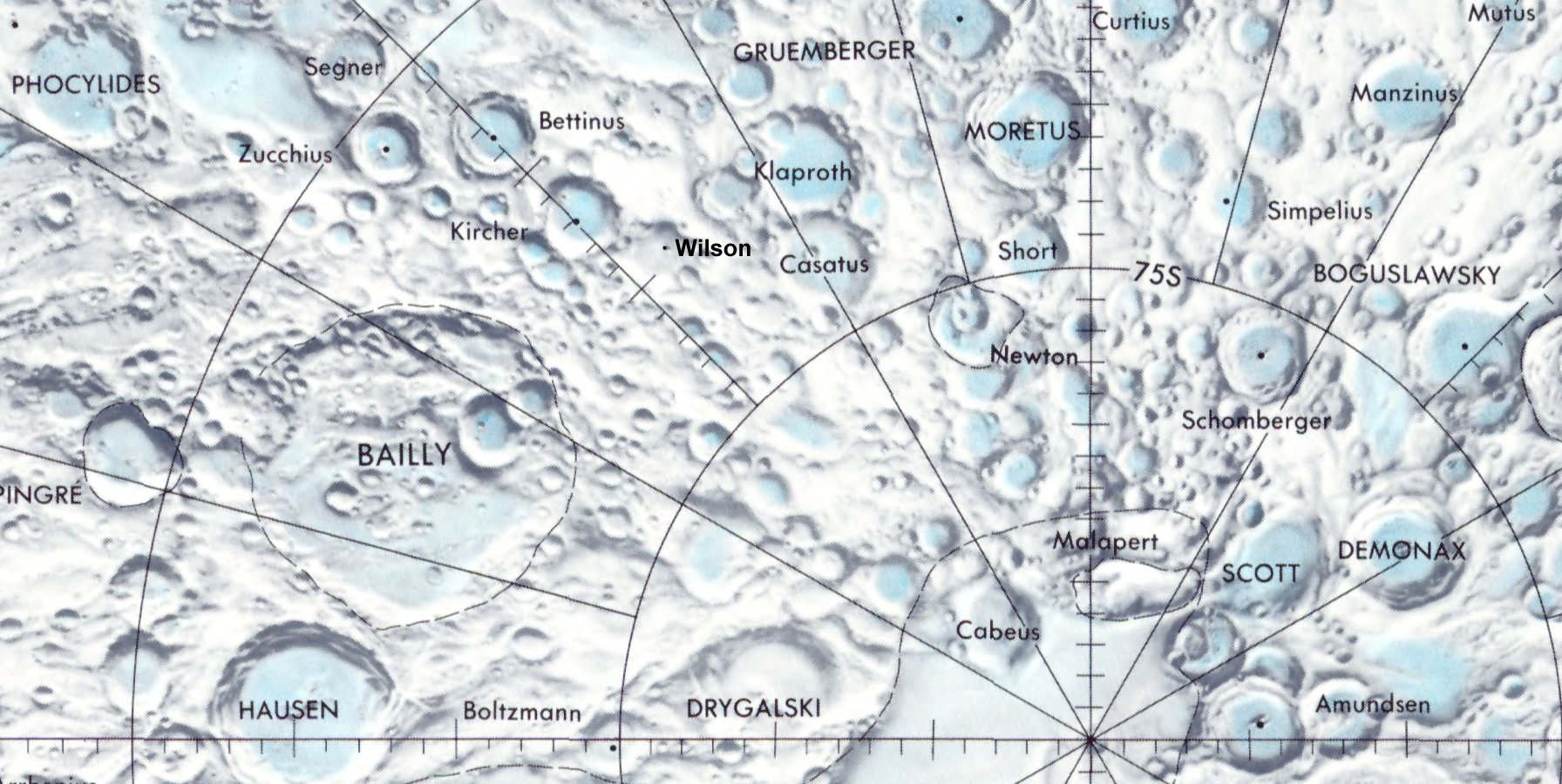
Localització de Wilson (a l'esquerra del centre de la meitat superior de la imatge)

Aquest cràter té una vora exterior molt erosionat, que forma una elevació succinta i irregular al voltant del sòl interior, relativament anivellat. Les restes inundades d'un cràter envaeixen parcialment la vora i la paret interior en la secció sud-sud-est. Diversos altres petits cràters s'hi localitzen sobre la vora oriental i nord. L'estreta secció de superfície entre Wilson i Kircher és irregular i conté un petit cràter en forma de copa que uneix tots dos perímetres exteriors. El sòl interior està marcat per una sèrie de petits cràters de diverses dimensions, amb un petit impacte que destaca sobre la vora de la paret interior oriental.

## Cràters satèl·lit
Per convenció aquests elements són identificats en els mapes lunars posant la lletra en el costat del punt mitjà del cràter que està més proper a Wilson.
|        | \| Wilson \| Coordenades \| Diàmetre \| \| ------ \| ------------------------------------ \| -------- \| \| A \| 71° 18′ S, 53° 30′ O / 71.3°S,53.5°O \| 15 km \| \| C \| 71° 54′ S, 45° 06′ O / 71.9°S,45.1°O \| 26 km \| \| E \| 72° 30′ S, 55° 00′ O / 72.5°S,55.0°O \| 24 km \| \| F \| 70° 24′ S, 39° 18′ O / 70.4°S,39.3°O \| 13 km \| |          |
| Wilson | Coordenades | Diàmetre |
| A      | 71° 18′ S, 53° 30′ O / 71.3°S,53.5°O | 15 km    |
| C      | 71° 54′ S, 45° 06′ O / 71.9°S,45.1°O | 26 km    |
| E      | 72° 30′ S, 55° 00′ O / 72.5°S,55.0°O | 24 km    |
| F      | 70° 24′ S, 39° 18′ O / 70.4°S,39.3°O | 13 km    |